# Heliktyt

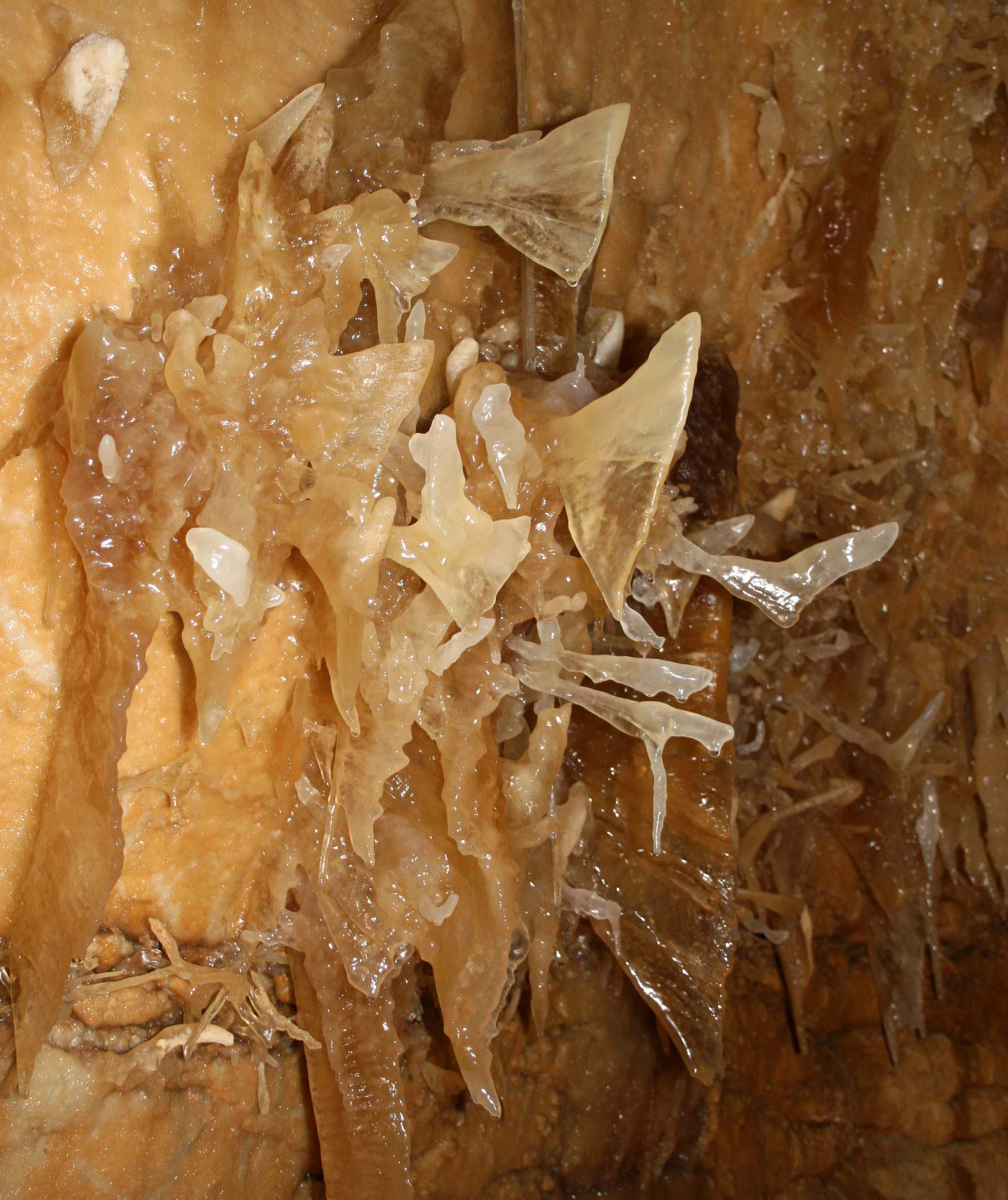
Heliktyty w jaskini Sonora w Teksasie.

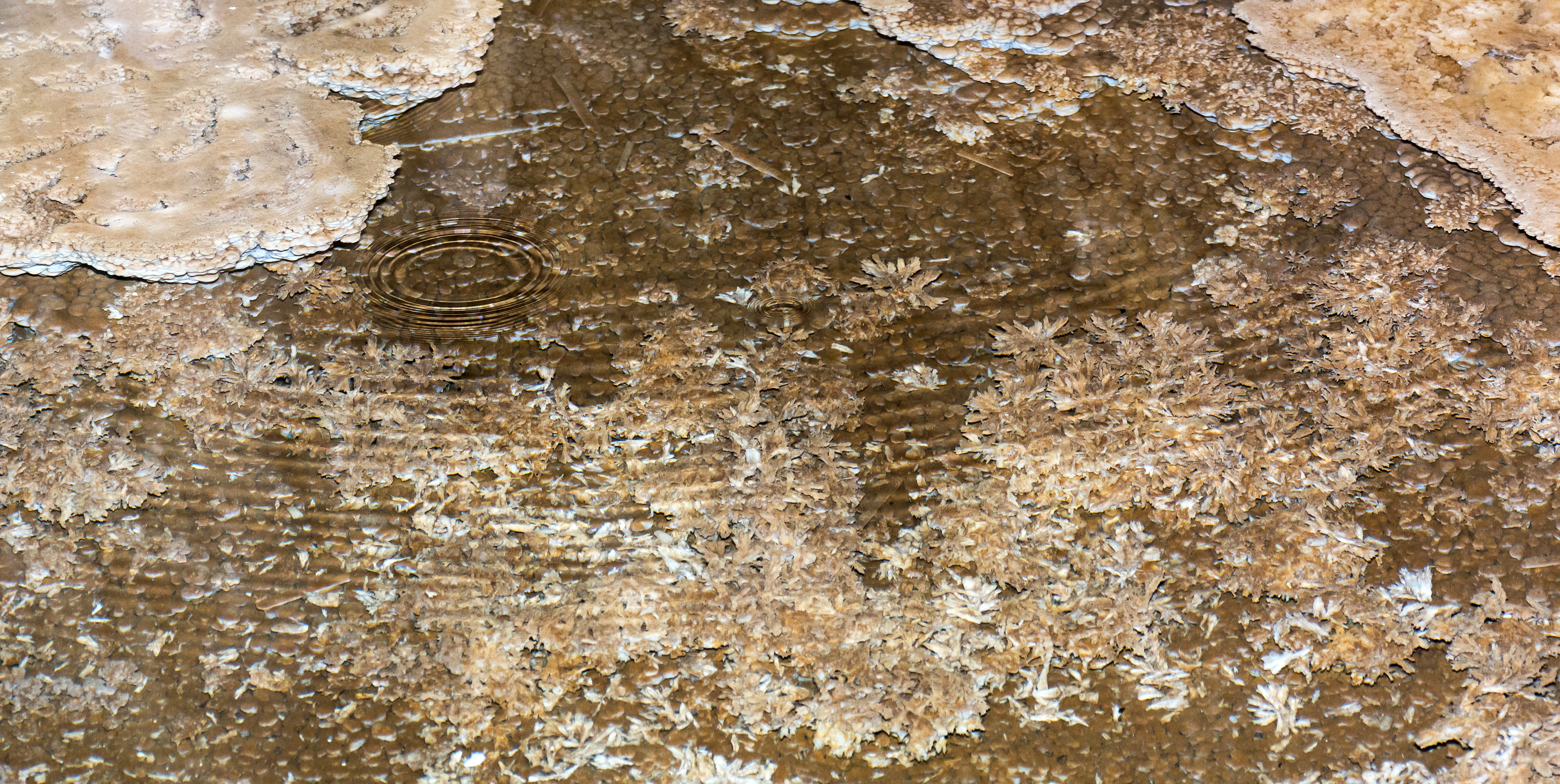
Heliktyty na dnie misy martwicowej w Jaskini Niedźwiedziej w Kletnie

Heliktyt (starogreckie helikos  skręcający) – agrawitacyjna forma nacieku jaskiniowego, zwykle przybiera kształt nieregularnych zgrupowań niewielkich kryształków kalcytu lub aragonitu, które narastając tworzą fantazyjne formy drzewiaste. Heliktyty powstają w wyniku wytrącania się węglanu wapnia z wody podsiąkającej z podłoża. Powstają zwykle na ścianach i stropach, a także na stalaktytach i polewach. W polskich jaskiniach występują sporadycznie m.in. w Tatrach Zachodnich w Bańdziochu Kominiarskim (Heliktytowa Galeria) i w Sudetach w Jaskini Niedźwiedziej (Heliktytowy Zaułek).